# Кермес минеральный
Кермес минеральный (нем. Kermes minerale) — бурый лекарственный порошок, нерастворимый в воде. Содержал сульфид сурьмы(III) {\displaystyle {\ce {Sb2S3}}}, оранжево-красный аморфный порошок, часто в смеси с оксидом сурьмы(III) {\displaystyle {\ce {Sb2O3}}}. Энциклопедии и справочники конца XVIII и начала XIX века содержат рецепты получения кермеса минерального, которые предполагают кипячение сульфида сурьмы(III) с карбонатом калия {\displaystyle {\ce {K2CO3}}}. Применялся для очищения лимфатической системы, как укрепляющее, рвотное и потогонное средство. Использовался для лечения бронхитов.
Название происходит от перс. قرمز‎ [кирмиз] от санскр. कृमिज — «рождающий червей», от санскр. कृमि — «червяк» и связано с кармином. Кермесом назывался краситель ярко-карминного или алого цвета, дубовая кошениль, добываемая из высушенных мелких полужесткокрылых насекомых рода кермесов, обитающих в Средиземноморье на вечнозелёных видах дуба. Краситель имел большое экономическое значение до замены мексиканской кошенилью (Dactylopius coccus).
Впервые выделил кермес минеральный в 1658 году немецкий алхимик и аптекарь Иоганн Рудольф Глаубер. Минеральный кермес пользовался большой популярностью у монахов-картезианцев, за что был прозван «картезианским порошком» («картгейзерским порошком», фр. poudre des Chartreux, лат. Pulvis Carthusianorum)). В 1720 году формулу и рецепт кермеса минерального приобрел двор французского короля Людовика XV. Иероним Давид Гауб (1705—1770) посвятил кермесу минеральному значительную часть своих лекций в Лейденском университете.
Применялся для вулканизации.